# Sajani
Sajanske planine ili Sajani (ruski: Саянские горы ili Саяны; mongolski: Соёны нуруу; staroturkijski: , tokom perioda Plavih Turkijaca) su planinski lanac u južnom Sibiru, Rusija (Republika Tuva) i severnoj Mongoliji. U prošlosti je služio kao granica između Mongolije i Rusije.
Visoki vrhovi Sajanskih planina i prohladna jezera jugozapadno od Tuve stvaraju pritoke koje se spajaju i postaju jedna od glavnih reka Sibira, reka Jenisej, koja teče severno do Arktičkog okeana preko 3.400 kilometara (2000 milja). Ovo je zaštićeno i izolovano područje, koje je Sovjetski Savez držao zatvorenim od 1944. godine.

## Geografija

### Zapadni Sajan
Na 92°I zapadni Sajanski sistem probija Ulug-Hem (rus. Улуг-Хем) ili gornja reka Jenisej, a na 106°, na njegovom istočnom kraju, on se završava iznad depresije doline Selenga-Orhon. Sa Mongolske visoravni uspon je u celini blag, dok je sa ravnica Sibira znatno strmiji, uprkos činjenici da je venac maskiran širokim pojasom drugih venaca alpskog karaktera, npr. lanci Usinsk, Oja, Tunka i Kitoj.
Između proboja Jeniseja i jezera Huvsgul na 100° 30'I, sistem nosi i ime Jergik-tajga. Flora je uglavnom siromašna, mada viši krajevi nose dobre šume ariša, bora, kleke, breze i jove, sa rododendronima i vrstama Berberis i Ribes. Lišajevi i mahovine oblače mnoge gromade koje su rasute po gornjim padinama.

## Period ledenog doba
U ovom području koje trenutno ima samo male cirkularne ledenike, tokom ledenog doba glečeri su se spuštali sa 3492 m visokog masiva Munku Sardik koji se nalazi zapadno od Bajkalskog jezera i sa 12.100 km² produženog potpuno zaleđenog granitno-gnajsnog platoa (2300 m nv) Istočno-Sajanskih planina, kao i istočno povezanih vrhova visokih 2600 – 3110 m u dolini Tunkinskaja, spajajući se sa oko 30 km širokom matičnim glečerom. Njegov jezik glečera koji se spuštao na istok, do jezera Bajkal, završavao se na 500 m n.v. (51°48’28.98"S/103°0’29.86"I). Planine Hamar Daban bile su okrunjene velikim ledenim pokrivačem koji je ispunjavao reljef dolina. Iz njenih dolina, npr. gornje doline Slujanka (51°32’S/103°37’I), ali i kroz paralelne doline poput doline Snirsdaja, izlazni lednici su tekli na sever do Bajkalskog jezera. Ledenik Snirsdaja doline je bio odvojen, između ostalih izlaznih lednika, na oko 400 m nadmorske visine do Bajkalskog jezera (51°27’S/104°51’I). Ledenička snežna linija glečera (Virmsko ledeno doba = poslednji glacijalni period = MIS 2) (ELA) kao altitudni limit između područja hranjenja glečera i zone ablacije nalazila se u ovim planinama između 1450 i 1250 m n.v. To odgovara depresiji snežne linije od 1500 m u odnosu na trenutnu visinu snežne linije. Pod uslovima uporedivog odnosa padavina, ovo bi moglo proizaći iz glacijalne depresije prosečne godišnje temperature od 7,5 do 9 ° za poslednje ledeno doba u odnosu na današnju.

## Poreklo uzgajanja irvasa
Prema Sevjanu Izrajleviču Vajnštejnu uzgoj Sajanskih irvasa, kako su ga istorijski praktikovali Evenki, „najstariji je oblik uzgajanja irvasa i povezan je sa najranijim pripitomljavanjem irvasa od strane samojedske populacije tajge Sajanskih planina na prelazu u prvi milenijum nove ere (...) Sajanski region očigledno je mesto poreklo ekonomskog i kulturnog kompleksa lovaca-stočara koji se i danas vide među raznim Evenki grupama i narodima sajanskog područja.”
Preci modernih grupa Evenka naseljavali su područja u blizini Sajanskih planina i velika je verovatnoća da su učestvovali u procesu pripitomljavanja irvasa zajedno sa samojedskim stanovništvom. Lokalne starosedelačke grupe koje su do danas zadržale svoj tradicionalni način života žive gotovo isključivo na području istočnih Sajanskih planina. Međutim, lokalne zajednice uzgajanja irvasa bile su pod velikim uticajem rusifikacije i sovjetizacije, pri čemu su mnogi Evenki izgubili svoj tradicionalni način života, a grupe poput naroda Mator i Kamas bile su potpuno asimilovane.
Prema Juhi Janhunenu i drugim lingvistima, domovina uralskih jezika nalazi se u Južnom Centralnom Sibiru u regionu Sajanskih planina.

## Nauka
The Sayan Solar Observatory is located in these mountains (51° 37′ 18″ N 100° 55′ 07″ E / 51.62167° С; 100.91861° И) at an altitude of 2,000 meters.

## Literatura
- Gibbons, Ann (2011). „Who Were the Denisovans?” (PDF). Science. 333 (6046): 1084—7. PMID 21868646. doi:10.1126/science.333.6046.1084. Архивирано из оригинала (PDF) 2013-07-09. г. Приступљено 2014-03-28.
- Derenko, Miroslava V.; Malyarchuk, Boris A.; Dambueva, Irina K.; Zakharov, Ilia A. (новембар 2003). „Structure and Diversity of the Mitochondrial Gene Pools of South Siberians”. Doklady Biological Sciences. 393 (1–6): 557—561. PMID 14994550. doi:10.1023/B:DOBS.0000010323.79378.ca.
- Buslov, Mikhail M.; Saphonova, Inna Yu.; Watanabe, Teruo; Obut, Olga T.; Fujiwara, Yoshiki; Iwata, Kengo; Semakov, N. N.; Sugai, Yuichi; Smirnova, L. V.; Kazansky, Alexey Yu. (2001). „Evolution of the Paleo-Asian Ocean (Altai-Sayan Region, Central Asia) and collision of possible Gondwana-derived terranes with the southern marginal part of the Siberian continent”. Geosciences Journal. Springer-Verlag. 5 (3): 203—224. Bibcode:2001GescJ...5..203B. ISSN 1226-4806. doi:10.1007/BF02910304.
- Forsyth, James, "A History of the Peoples of Siberia", 1992.
- Mandych, Anatoliy F. (2006).  Hartmut Vogtmann; Nikolai Dobretsov, ур. „Conditions and trends in natural systems of the Altai-Sayan ecoregion”. Environmental Security and Sustainable Land Use – with Special Reference to Central Asia. NATO Security through Science Series. Springer Netherlands: 231—275. ISBN 1-4020-4491-7. doi:10.1007/1-4020-4493-3_18.
- Francis, Wendy L.; Lockwood, Michael (2010).  Worboys, Graeme L., ур. Connectivity Conservation Management: a global guide (with particular reference to mountain connectivity conservation). London: Earthscan. ISBN 978-1844076048.
- Jackson, R.; Mallon, D.; McCarthy, T.; Chundaway, R. A. & Habib, B. (2008). „Panthera uncia”. Црвени списак угрожених врста IUCN. IUCN. 2008. Приступљено 9. 10. 2008.
- Derenko, Miroslava V.; Malyarchuk, Boris A.; Denisova, Galina A.; Wozniak, Marcin; Dambueva, Irina K.; Dorzhu, Choduraa; Luzina, Faina; Miścicka-Śliwka, Danuta; Zakharov, Ilia A. (27. 10. 2005). „Contrasting patterns of Y-chromosome variation in South Siberian populations from Baikal and Altai-Sayan regions”. Human Genetics. 118 (5). PMID 16261343. doi:10.1007/s00439-005-0076-y.
- Forsyth, James ; . 1994. ISBN 9780521477710 https://books.google.com/books?id=nzhq85nPrdsC. Недостаје или је празан параметар |title= (помоћ). ,
- Solnick, Steven (29. 5. 1996). „Asymmetries in Russian Federation Bargaining” (PDF). The National Council for Soviet and East European Research: 12. Архивирано из оригинала (PDF) 28. 8. 2017. г. Приступљено 6. 5. 2019.
- Chuman, Mizuki. „The Rise and Fall of Power-Sharing Treaties Between Center and Regions in Post-Soviet Russia” (PDF). Demokratizatsiya: 146. Архивирано из оригинала (PDF) 2019-03-08. г. Приступљено 2019-05-06.
- Shimamura, Ippei (2014). The Roots Seekers: Shamanism and Ethnicity among the Mongol Buryats. Yokohama, Tanagawa, Japan: Shumpusha Publishing. ISBN 978-4-86110-397-1.
- „Yenisei River: Siberia's blessing and curse”. RT. 11. 6. 2010. Архивирано из оригинала 17. 3. 2014. г. Приступљено 8. 6. 2014.
- Alan Taylor (23. 8. 2013). „A Year on the Yenisei River”. The Atlantic. Архивирано из оригинала 26. 6. 2014. г. Приступљено 8. 6. 2014.
- John, Ranjeet;  . (2013). „Vegetation response to extreme climate events on the Mongolian Plateau from 2000 to 2010”. Environmental Research Letters. IOP Publishing. 8 (3): 035033. doi:10.1088/1748-9326/8/3/035033 .
- „Mongolian Plateau region, Mongolia and China”. Britannica.com. Encyclopædia Britannica. 2. 8. 1999. Приступљено 26. 11. 2016.

## Spoljašnje veze
- Sajani na sajtu Enciklopedija Britanika